# Odrinski sporazum (1568)
Odrinski sporazum (1568) je bil mirovni sporazum med osmanskim sultanom Selimom II. in habsburškim monarhom Maksililijanom II., sklenjen  17. februarja 1568 v Odrinu (zdaj Edirne, Turčija)
S sklenitvijo sporazuma se je končala avstrijsko-turška vojna (1566-1568) in začelo 25 letno obdobje relativnega miru med cesarstvoma. Sporazum je bil sklenjen po obleganju in padcu ključne ogrske trdnjave Siget leta 1567, ki je zahtevala veliko žrtev in stroškov. Med obleganjem je umrl Selimov predhodnik, sultan Sulejman Veličastni.  
Maksimilijanova ambasadorja Antun Vrančič in Krištof Teuffenbach sta prišla v Konstantinopel 26. avgusta 1567. Resna pogajanja z velikim vezirjem Mehmed Pašo Sokolovićem so se začela domnevno po ceremonialnem sprejemu ambasadorjev pri sultanu Selimu II. in trajala pet mesecev. Sporazum je bil dosežen 17. februarja 1568 in podpisan 21. februarja 1568. S sklenitvijo sporazuma se je končala vojna med Habsburško monarhijo in Osmanskim cesarstvom. Maksimilijan se je strinjal, da bo sultanu vsako leto "podaril" 30.000 dukatov in priznal osmansko oblast v Transilvaniji, Moldaviji in Vlaški.